# جون سيبلي
جون سيبلي (بالإنجليزية: Dr. John Sibley)‏ هو جراح أمريكي، ولد في 1757، وتوفي في 1837.